# Marie Fredriksson-diszkográfia
Ez a szócikk a svéd dalszerző, énekesnő Marie Fredriksson diszkográfiája. Fredriksson ismeretségét a Roxette nevű pop duó hozta meg számára,melyet Per Gessle-vel közösen alkottak az énekesnő 2019. december 9-i haláláig. Szólókarrierje során is sikeres volt hazájában, és 1984-ben jelent meg a "Het vind" című stúdióalbum, melyről az  " Ännu doftar kärlek " Top 20-as sláger volt. Második stúdióalbuma a "Den sjunde vågen" 1986-ban jelent meg, és ugyanebben az évben a Roxette is megjelentette első albumát a Pearls of Passion címűt. 1987-ben megjelent következő albuma "Efter Stormen" címmel, mely az első No1. albuma volt Svédországban. Az albumról kimásolt "Efter Stormen" Top 10-es helyezést ért el a slágerlistán.
A Roxette nemzetközi áttörése a Look Sharp! című album 1988-as megjelenésével, valamint az 1991-es Joyride című albummal kezdődött. Ennek ellenére Fredriksson kiadott egy kislemezt 1989-ben, mely a "Sparvöga" címet viselte. Ez a kislemez a mai napig keresett a rajongók körében, és előkelő slágerlistás helyezést is elért. Az újabb svéd nyelvű szólóalbum, a "Den ständiga resan" 1992-ben jelent meg, és az egyik legsikeresebb szólóalbum. Az albumhoz négy videoklip készült, melyet Jonas Åkerlund rendezett, de a következő években is dolgoztak együtt több Roxette videóklipben is.
Fredriksson visszatért a Roxette-hez, és elkészítették 1999-ben a "Have a Nice Day", majd 2001-ben a "Room Service" című stúdióalbumukat. 2002. szeptember 11-én Fredriksson összeesett a fürdőszobájában,és beütötte a fejét. Az MRI vizsgálatok agydaganatot diagnosztizáltak, és több hónapos kemoterápiát, és sugárkezelést kapott. Első angol nyelvű szólólemeze a "The Change" 2004-ben jelent meg, és főleg a 90-es évek közepén írt dalokat tartalmazta. Két évvel később megjelent az újabb svéd nyelvű album a "Min bäste vän". 2008-ban pedig a " Där du andas " című dal, mely első helyezést ért el. 2009-ben a Roxette ismét összeállt és  "The Neverending World Tour" címmel koncertkörútra indultak. Ezek után még jelentek meg stúdióalbumok. Fredriksson utolsó szólóalbuma a "Nu!" 2013-ban jelent meg.

## Stúdió albumok
| Cím                                                                   | Megjelenés                                                                                                 | Legjobb slágerlistás helyezés | Legjobb slágerlistás helyezés | Díjak, jelölések |
| Cím                                                                   | Megjelenés                                                                                                 | SWE                           | NOR                           | Díjak, jelölések |
| --------------------------------------------------------------------- | --- | ----------------------------- | ----------------------------- | ---------------- |
| Het vind                                                              | - Megjelenés: 1984. szeptember 20. - Label: EMI - Formátum: LP, MC                                         | 20                            | —                             |                  |
| Den sjunde vågen                                                      | - Megjelent: 1986. február 17. - Label: EMI - Formátum: LP, MC                                             | 6                             | —                             | - GLF: Platinum  |
| ... Efter stormen                                                     | - Megjelent: 1987. október 12. - Label: EMI - Formátum: CD, LP, MC                                         | 1                             | —                             | - GLF: Platina   |
| Den ständiga resan                                                    | - Megjelent: 1992. október 9. - Label: EMI - Formátum: CD, LP, MC                                          | 1                             | 17                            | - GLF: Platina   |
| I en tid som vår                                                      | - Megjelent: 1996. november 4. - Label: EMI - Formátum: CD                                                 | 2                             | —                             | - GLF: Platinum  |
| The Change                                                            | - Released: 2004. október 10. - Label: Mary Jane/Amelia Music · Capitol - Formátum: CD, Digitális letöltés | 1                             | —                             | - GLF: Arany     |
| Min bäste vän                                                         | - Megjelent: 2006. június 14. - Label: Mary Jane/Amelia Music · Capitol - Formátum: CD, Digitális letöltés | 3                             | —                             |                  |
| Nu!                                                                   | - Megjelent: 2013. november 20. - Label: Amelia Music · Parlophone - Formátum: CD, Digitális letöltés      | 6                             | —                             |                  |
| "—" nem volt slágerlistás helyezés, vagy nem jelent meg az országban. | |                               |                               |                  |

## Live albumok
| Cím            | Megjelenés                                                                                | További információ |
| -------------- | ----------------------------------------------------------------------------------------- | --- |
| Äntligen Live! | - Megjelent: 2003. március 5. - Label: Capitol Records - Formátum: CD, Digitális letöltés | - A Live CD újbóli kiadása az "Äntligen - Sommarturné" box set-ből, mely szintén megjelent egy bónusz lemezen "Kärlekens guld" címen 2002 júniusában. |

## Válogatások
| Cím                                                                   | Megjelenés | Legjobb slágerlistás helyezés | Legjobb slágerlistás helyezés | Legjobb slágerlistás helyezés | Díjak, jelölések                    |
| Cím                                                                   | Megjelenés | SWE                           | ARG                           | NOR                           | Díjak, jelölések                    |
| --------------------------------------------------------------------- | --- | ----------------------------- | ----------------------------- | ----------------------------- | ----------------------------------- |
| Äntligen - Marie Fredrikssons bästa 1984–2000                         | - Megjelent: 2000. március 31. - Label: EMI - Formátum: CD                                                             | 1                             | —                             | 6                             | - GLF: 3× Platina - IFPI NOR: Arany |
| Tid för tystnad – Marie Fredrikssons ballader                         | - Megjelenés: 2007. november 28. - Label: Mary Jane/Amelia Music · Capitol Records - Formátum: CD · Digitális letöltés | 32                            | 16                            | —                             |                                     |
| "—" nem volt slágerlistás helyezés, vagy nem jelent meg az országban. | |                               |                               |                               |                                     |

## Album-közreműködések
| Cím                      | Megjelenés                                                                                                 | Legjobb slágerlistás helyezés | Díjak, jelölések  | További információk |
| Cím                      | Megjelenés                                                                                                 | SWE                           | Díjak, jelölések  | További információk |
| ------------------------ | --- | ----------------------------- | ----------------- | --- |
| Den flygande holländaren | - Megjelent: 1988. november 3. - Label: EMI - Formátum: MC· LP · CD                                        | 2                             | - GLF: 2× Platina | Az emlékalbum,mely Cornelis Vreeswijk emléke előtt tiszteleg. Fredriksson három dalt énekelt az albumra. ("Ann Katrin, Farväl", "Felicia – Adjö" and "Veronica"), valamint énekesként is közreműködött a "Somliga går med trasiga skor" című Eldkvarn. című dalban. Szintén társproducerként vett részt az album bevezetőjében, és végén is, melyben Björn J. fuvolista, és fia Lindh közreműködött. |
| A Family Affair          | - Megjelent: 2007. június 14. - Label: Mary Jane/MBM · Capitol Records - Formátum: CD · Digitális letöltés | —                             |                   | Az album Fredriksson férjének Mikael Bolyos albuma, melyen három dalban is közreműködött az énekesnő. ("In the Corner of Your Eye", "Tell It to My Heart" and "Hometown"). |

## Box szettek
| Cím                    | Megjelenés                                                      | További információ                                                                                    |  |
| ---------------------- | --------------------------------------------------------------- | --- |  |
| Äntligen – Sommarturné | - Megjelent: 2000. november 24. - Label: EMI - Formátum: DVD+CD | - A felvételek a Stockholmi Maritime Museum 2000. augusztus 10-i koncertjén készültek.                |  |
| Kärlekens guld         | - Megjelent: 2002. június - Label: EMI - Formátum: CD           | - 6-CD box set Fredriksson 5 stúdióalbumát tartalmazza, valamint az Äntligen Live! című live-albumot. |  |

Megjegyzések
- ↑ a [a]  Az Äntligen – Sommarturné koncert CD verziója ugyanaz, mint a DVD-n lévő anyag, azonban időkorlát miatt a DVD-n található három dalt lehagyták a CD lemezről.

## Kislemezek
| Cín                                                                                 | Év   | Legjobb slágerlistás helyezés | Legjobb slágerlistás helyezés | Díjak, jelölések | Album                                         |
| Cín                                                                                 | Év   | SWE                           | SWE Airplay                   | Díjak, jelölések | Album                                         |
| ----------------------------------------------------------------------------------- | ---- | ----------------------------- | ----------------------------- | ---------------- | --------------------------------------------- |
| "Ännu doftar kärlek"                                                                | 1984 | 18                            | —                             |                  | Het vind                                      |
| "Het vind"                                                                          | 1984 | —                             | —                             |                  | Het vind                                      |
| "Den bästa dagen"                                                                   | 1985 | —                             | —                             |                  | Den sjunde vågen                              |
| "Silver i din hand"                                                                 | 1986 | —                             | —                             |                  | Den sjunde vågen                              |
| "Efter stormen"                                                                     | 1987 | 7                             | 2                             |                  | ... Efter stormen                             |
| "Sparvöga"                                                                          | 1989 | 6                             | 3                             | - GLF: Arany     | nem album dal                                 |
| "Så länge det lyser mittemot"                                                       | 1992 | —                             | —                             |                  | Den ständiga resan                            |
| "Mellan sommar och höst" (Kizárólag Svédországban jelent meg 640.db példányszámban. | 1993 | —                             | 10                            |                  | Den ständiga resan                            |
| "Tro"                                                                               | 1996 | 8                             | 8                             |                  | I en tid som vår                              |
| "I en tid som vår" Csak 700 db limitált CD jelent meg Európa egyes területein.      | 1996 | —                             | —                             |                  | I en tid som vår                              |
| "Ber bara en gång" Csak 600 db limitált CD jelent meg Európa egyes területein.      | 1997 | —                             | —                             |                  | I en tid som vår                              |
| "Äntligen"                                                                          | 2000 | 34                            | —                             |                  | Äntligen – Marie Fredrikssons bästa 1984–2000 |
| "Det som var nu" (with Patrik Isaksson)                                             | 2000 | 59                            | —                             |                  | Äntligen – Marie Fredrikssons bästa 1984–2000 |
| "2:nd Chance"                                                                       | 2004 | 8                             | 8                             |                  | The Change                                    |
| "All About You"                                                                     | 2004 | —                             | 9                             |                  |                                               |
| "A Table in the Sun"                                                                | 2005 | —                             | —                             |                  |                                               |
| "Sommaräng"                                                                         | 2006 | 21                            | 10                            |                  | Min bäste vän                                 |
| "Ingen kommer undan politiken"                                                      | 2006 | —                             | —                             |                  | Min bäste vän                                 |
| "Där du andas"                                                                      | 2008 | 1                             | 10                            |                  | Arn – Riket vid vägens slut OST               |
| "Kom vila hos mig"                                                                  | 2013 | —                             | —                             |                  | Nu!                                           |
| "Sista sommarens vals"                                                              | 2013 | —                             | —                             |                  | Nu!                                           |
| "Det är nu!"                                                                        | 2013 | —                             | —                             |                  | Nu!                                           |
| "Alone Again" (with Magnus Lindgren and Max Schultz)                                | 2017 | —                             | —                             |                  | Nem album dal                                 |
| "I Want to Go"                                                                      | 2017 | —                             | —                             |                  | Nem album dal                                 |
| "Sing Me a Song"                                                                    | 2018 | —                             | —                             |                  | Nem album dal                                 |
| "—" nem jelent meg, vagy nem volt slágerlistás helyezés                             |      |                               |                               |                  |                                               |

### Slágerlistás dalok
| Cím                                                          | Év   | Legjobb slágerlistás helyezés | Album                                         |
| Cím                                                          | Év   | SWE Airplay                   | Album                                         |
| ------------------------------------------------------------ | ---- | ----------------------------- | --------------------------------------------- |
| "Den sjunde vågen"                                           | 1986 | 7                             | Den sjunde vågen                              |
| "Mot okända hav"                                             | 1986 | 7                             | Den sjunde vågen                              |
| "Bara för en dag"                                            | 1988 | 7                             | ... Efter stormen                             |
| "Felicia – Adjö"                                             | 1989 | 1                             | Den flygande holländaren                      |
| "Så stilla så långsamt"                                      | 1992 | 5                             | Den ständiga resan                            |
| "Det regnar igen"                                            | 1993 | 9                             | Den ständiga resan                            |
| "Ordet är farväl"                                            | 2007 | —                             | Tid för tystnad – Marie Fredrikssons ballader |
| "Ett bord i solen" (Swedish version of "A Table in the Sun") | 2008 | —                             | Tid för tystnad – Marie Fredrikssons ballader |
| "—" nem jelent meg, vagy nem volt slágerlistás helyezés.     |      |                               |                                               |

### Közreműködő előadóként
| Cím                                              | Év   | Legjobb slágerlistás helyezés | Album         |
| Cím                                              | Év   | SWE                           | Album         |
| ------------------------------------------------ | ---- | ----------------------------- | ------------- |
| "Änglamark" (as part as Artister för miljö)      | 1992 | —                             | Nem album dal |
| "Alla mina bästa år" (Frida & Marie Fredriksson) | 1997 | 54                            | Djupa andetag |

## Videoklipek
| Cím                                                               | Év   | Rendező (k)    |
| ----------------------------------------------------------------- | ---- | -------------- |
| "Efter stormen"                                                   | 1987 | Ismeretlen     |
| "Somliga går med trasiga skor" (Eldkvarn feat. Marie Fredriksson) | 1988 | Ismeretlen     |
| "Sparvöga"                                                        | 1989 | Ismeretlen     |
| "Så länge det lyser mittemot"                                     | 1992 | Jonas Åkerlund |
| "Mellan sommar och höst"                                          | 1992 | Jonas Åkerlund |
| "Ett enda liv"                                                    | 1992 | Jonas Åkerlund |
| "Den där novemberdan"                                             | 1992 | Jonas Åkerlund |
| "Tro"                                                             | 1996 | Colin Nutley   |
| "Äntligen"                                                        | 2000 | Unknown        |
| "Det som var nu" (with Patrik Isaksson)                           | 2000 | Unknown        |
| "Små lätta moln"                                                  | 2008 | Unknown        |
| "Där du andas"                                                    | 2008 | Unknown        |
| "Where Your Love Lives" (English version of "Där du andas")       | 2008 | Unknown        |
| "Sista sommarens vals"                                            | 2013 | Emil Jonsvik   |
| "Alone Again"                                                     | 2017 | Unknown        |
| "I Want to Go"                                                    | 2017 | Tina Axelsson  |

## Egyéb dalok
Fredriksson számos, más művész által felvett dalokban közreműködött. 1992-ben az "Artister för miljö" "„Änglamark” című dalban Anni-Frid Lyngstad mellett énekelt, melyben közreműködött  Håkan Hagegård és Tomas Ledin. Ezt a dalt csak limitált példányszámban jelentették meg. Fredriksson énekelt még további két dalban Totta Näslund 2001-ben megjelent albumán, a "Ett minne bättre glömt" és"Sommarens sista servitris" című dalokban. De közreműködött Magnus Lindgren 2013-as Souls című albumán is.
Jegyzetek
1. 1 2 3 4  swedishcharts.com – Discography Marie Fredriksson (swedish nyelven). Hung Medien. [2018. május 19-i dátummal az eredetiből archiválva]. (Hozzáférés: 2018. május 16.)
2. 1 2  norwegiancharts.com – Discography Marie Fredriksson. Hung Medien. [2017. július 1-i dátummal az eredetiből archiválva]. (Hozzáférés: 2018. május 16.)
3. ↑  Sablon:Cite AV media notes
4. 1 2 3 4 5  (Guld & Platina) ÅR 1987–1998 (swedish nyelven) (PDF). Swedish Recording Industry Association. International Federation of the Phonographic Industry. [2012. május 21-i dátummal az eredetiből archiválva]. (Hozzáférés: 2016. szeptember 8.)
5. ↑  (Guld & Platina) ÅR 2004 (swedish nyelven) (PDF). International Federation of the Phonographic Industry. [2015. szeptember 24-i dátummal az eredetiből archiválva].
6. ↑  Ranking Semanal desde 06/07/2008 hasta 12/07/2008 (spanish nyelven). Cámara Argentina de Productores de Fonogramas y Videogramas, 2008. július 12. [2008. július 21-i dátummal az eredetiből archiválva]. (Hozzáférés: 2012. április 12.)
7. ↑  (Guld & Platina) ÅR 2001 (swedish nyelven) (PDF). Swedish Recording Industry Association. International Federation of the Phonographic Industry. [2015. szeptember 24-i dátummal az eredetiből archiválva]. (Hozzáférés: 2016. szeptember 8.)
8. ↑  IFPI Norsk platebransje. IFPI Norway. [2006. június 26-i dátummal az eredetiből archiválva]. (Hozzáférés: 2017. december 5.)
9. ↑  swedishcharts.com – Den flygande holländaren (swedish nyelven). Hung Medien. (Hozzáférés: 2018. május 18.)
10. ↑  Various Artists – Den Flygande Holländaren. discogs. [2018. május 19-i dátummal az eredetiből archiválva]. (Hozzáférés: 2018. május 18.)
11. ↑  Peak chart positions for commercially-released singles on the Swedish Airplay Chart:
  - for "Efter stormen": Svensktoppen | 1987 (swedish nyelven). Sveriges Radio. (Hozzáférés: 2018. szeptember 8.)
  - for "Sparvöga": Svensktoppen | 1989 (swedish nyelven). Sveriges Radio. (Hozzáférés: 2018. szeptember 8.)
  - for "Mellan sommar och höst": Svensktoppen | 1993 (swedish nyelven). Sveriges Radio. (Hozzáférés: 2018. szeptember 8.)
  - for "Tro": Svensktoppen | 1996 (swedish nyelven). Sveriges Radio. (Hozzáférés: 2018. szeptember 8.)
  - for "2:nd Chance": Svensktoppen: 7 November 2004 (swedish nyelven). Sveriges Radio. Nostalgilistan, 2004. november 7. (Hozzáférés: 2019. július 16.)
  - for "All About You": Svensktoppen: 26 December 2004 (swedish nyelven). Sveriges Radio. Nostalgilistan, 2004. december 26. (Hozzáférés: 2019. július 29.)
  - for "Sommaräng": Svensktoppen: 2 July 2006 (swedish nyelven). Sveriges Radio. Nostalgilistan, 2006. július 2. (Hozzáférés: 2019. július 29.)
  - for "Där du andas": Svensktoppen: 31 August 2008 (swedish nyelven). Sveriges Radio. Nostalgilistan, 2008. augusztus 31. (Hozzáférés: 2019. július 29.)
12. ↑  Alone Again (feat. Max Schultz & Magnus Lindgren) – Single by Marie Fredriksson on Apple Music. iTunes Store, 2017. május 30. (Hozzáférés: 2017. július 14.)
13. ↑  I Want to Go – Single by Marie Fredriksson on Apple Music. iTunes Store. [2018. május 19-i dátummal az eredetiből archiválva]. (Hozzáférés: 2018. május 16.)
14. ↑  Sing Me a Song – Single by Marie Fredriksson on Apple Music. iTunes Store. [2018. július 22-i dátummal az eredetiből archiválva]. (Hozzáférés: 2018. július 22.)
15. ↑  Peak chart positions for songs on the Swedish Airplay Chart:
  - for "Den sjunde vågen" and "Mot okända hav": Svensktoppen | 1986 (swedish nyelven). Sveriges Radio. (Hozzáférés: 2018. szeptember 8.)
  - for "Bara för en dag": Svensktoppen | 1988 (swedish nyelven). Sveriges Radio. (Hozzáférés: 2018. szeptember 8.)
  - for "Felicia – Adjö": Svensktoppen | 1989 (swedish nyelven). Sveriges Radio. (Hozzáférés: 2018. szeptember 8.)
  - for "Så stilla så långsamt": Svensktoppen | 1992 (swedish nyelven). Sveriges Radio. (Hozzáférés: 2018. szeptember 8.)
  - for "Det regnar igen": Svensktoppen | 1993 (swedish nyelven). Sveriges Radio. (Hozzáférés: 2018. szeptember 8.)
16. ↑  Marie Fredriksson – Sparvöga (Official Video). (Hozzáférés: 2018. május 19.)
17. ↑  Marie Fredriksson – Så länge det lyser mittemot (1992). IMVDb. [2018. május 19-i dátummal az eredetiből archiválva]. (Hozzáférés: 2018. május 19.)
18. ↑  Marie Fredriksson – Mellan sommar och höst (1992). IMVDb. [2018. május 19-i dátummal az eredetiből archiválva]. (Hozzáférés: 2018. május 19.)
19. ↑  1992 – Marie Fredriksson – Ett Enda Liv. (Hozzáférés: 2018. május 19.)
20. ↑  1992 – Marie Fredriksson – Den Där Novemberdan. [2017. június 7-i dátummal az eredetiből archiválva]. (Hozzáférés: 2018. május 19.)
21. ↑  Marie Fredriksson – Där du andas (Official Video). [2016. március 8-i dátummal az eredetiből archiválva]. (Hozzáférés: 2018. május 19.)
22. ↑  Marie Fredriksson – Sista sommarens vals (Official Video). [2015. november 18-i dátummal az eredetiből archiválva]. (Hozzáférés: 2018. május 19.)
23. ↑  Marie Fredriksson – Alone Again (Official Video). (Hozzáférés: 2018. május 19.)
24. ↑  Marie Fredriksson – I Want to Go (Official Video). (Hozzáférés: 2018. május 19.)
25. ↑  On a Sunday (feat. Marie Fredriksson) by Magnus Lindgren on Apple Music. Apple Music. [2018. május 19-i dátummal az eredetiből archiválva]. (Hozzáférés: 2018. május 18.)